# Jean Wauquelin

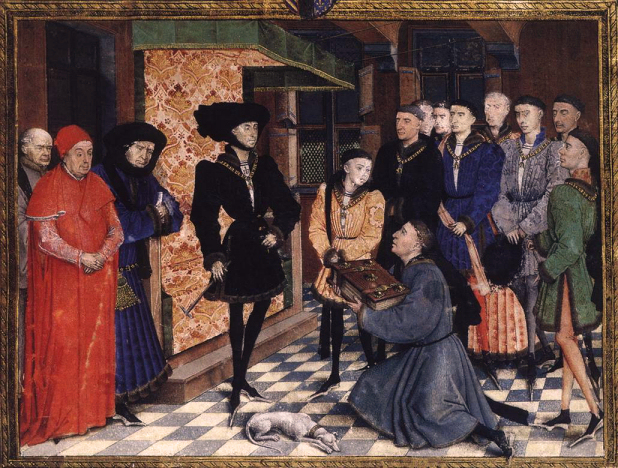
Rogier van der Weyden, opdrachtminiatuur uit de Chroniques de Hainaut. Jean Wauquelin (of Simon Nockart) overhandigt het werk aan Philips de goede

Jean Wauquelin (ca. 1400 Picardië   - Bergen, 7 september 1452) was een schrijver en vertaler uit de 15de eeuw.  

## Biografie
Wauquelin was, zoals hij zelf vermeldde, afkomstig uit Picardië. in 1435 werkte hij aan opdrachten voor Jan van Bourgondië (1415-1491), graaf van Etampes neef en medestander van Filips de Goede.
Omstreeks 1439 was hij gevestigd in Bergen in het graafschap Henegouwen, waar hij werkzaam was als kopiist, vertaler en compilator van teksten. Hij kreeg opdrachten van de kapittels van Sint-Waltrudis en Sint-Germanus en van het Sint-Niklaas hospitaal in Bergen en waarschijnlijk ook van de parochiekerk van Nimy en de abdij van St.-Denis in Broqueroie.

## Werk voor Philips de Goede
Simon Nockart, een klerk bij het baljuwschap van Henegouwen, werd in 1445 raadslid van Filips de Goede en hij heeft waarschijnlijk Wauquelin bij de hertog aanbevolen. Vanaf 1445 begint Wauqelin voor Filips te werken aan de Chroniques de Hainaut een vertaling van de Annales historiae illustrium principum Hannoniæ van Jacques de Guyse van het Latijn naar het Middelfrans. Wauquelin vermeldde zelf in zijn proloog dat hij de opdracht gekregen had van Filips de Goede op initiatief van Simon Nockart. Op 7 mei 1447 werd Jean Wauquelin aangesteld tot valet de chambre (kamerheer) van de hertog en kreeg hij als titel "translateur d'histoires et escripvaing de monseigneur" (vertaler van teksten en schrijver van monseigneur). In 1447 had hij al een jaarlijks pensioen toegezegd gekregen.
Wauquelin was al begonnen aan zijn Faicts et les conquestes d'alexandre le grand voor Jan van Bourgondië. Het was een compilatie uit Oudfranse bronnen van onder meer Lambert le Tort, Alexandre de Paris,  Jaques de Longuyon en Jean de Nevelon, gebaseerd op het werk van Quintus Curtius Rufus, Historiarum Alexandri Magni Macedonis. Het handschrift werd afgeleverd aan Filips in 1448.
In 1447 had Wauquelin ook al zijn Girart de Roussillon opgeleverd, een herwerking in proza van de gelijknamige chanson de geste. Voor Filips was dit een van de kernwerken voor het aantonen van de rechten van de hertog van Bourgondië op een koningskroon. De tekst zou als basis dienen voor de Fleur des Histoires van Jean Mansel en de Histoire de Charles Martel et de ses successeurs door David Aubert.
Wauquelin bleef tot aan zijn dood op 7 september 1452 actief voor Filips de Goede. De transcriptie van het derde deel van de Chroniques de Hainaut werd pas in 1453 aan Filips afgeleverd, die Wauquelins weduwe uitbetaalde voor het door haar overleden echtgenoot geleverde werk.

## Werken
Behalve wanneer anders vermeld, zijn alle werken op vraag van Philips III van Bourgondië (Filips de Goede). 
- Histoire du noble roy Alexandre (1438)
- liturgische geschriften voor de kerk van Nimy (1439-1440)
- de Chroniques de Hainaut (1446-1449), vertaling van Annales historiae illustrium principum Hannoniae
- Girart de Roussillon (1447-1448)
- L'Ystoire de la belle Helayne de Constantinople (1448)
- les Faits et les Conquestes d’Alexandre le Grand
- Le livre de Brutus et de la grant Bretaigne, vertaling van 'Historia regum Britanniae'
- La chronique brabançonne, vertaling van Chronica ducum Lotharingiae et Brabantiae
- Le livre du gouvernement des princes, jadis composez par frère Gilles de Rome, vertaling uit het Latijn (1452), op vraag van 'mon très-redoubté seigneur Philippe, par la grâce de Dieu, duc de Bourgogne, de Brabant ...'
- La manekine een verwerking van de roman van Philippe de Remi père.

## Galerij

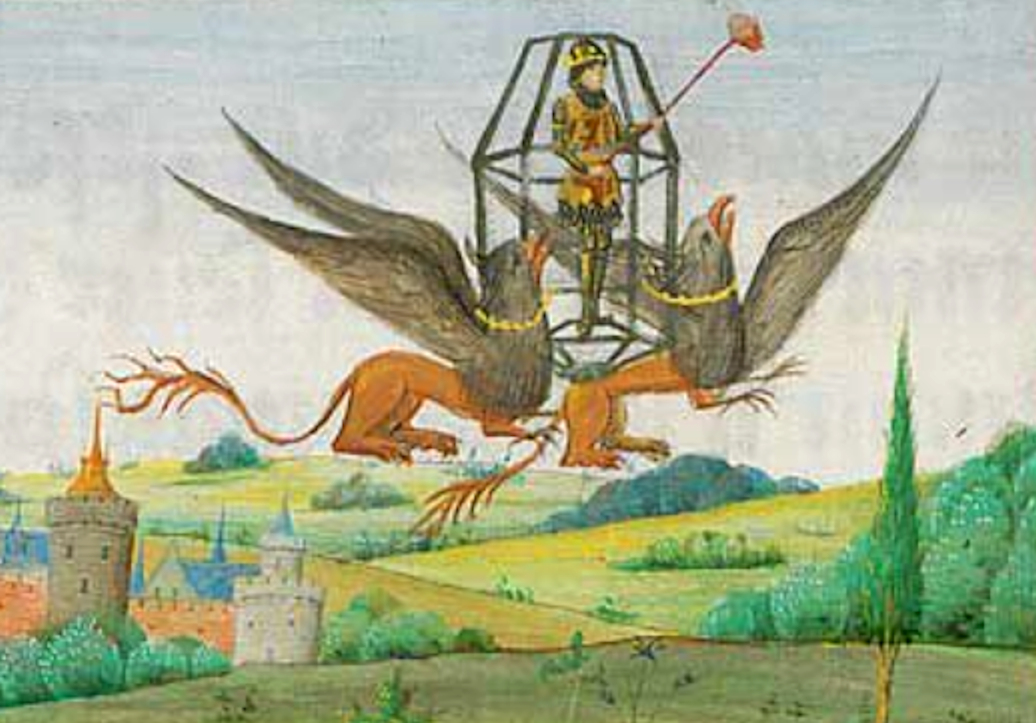
Alexander de Grote verovert de lucht. Jean Wauquelin, Les faits et conquêtes d'Alexandre le Grand, Vlaanderen, 1448–1449.
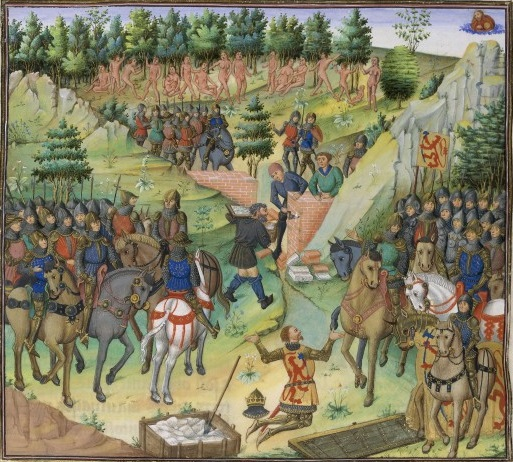
Alexander bouwt een muur die de bewoners van Gog en Magog insluit, uit Wauquelin's verhaal van Alexander.
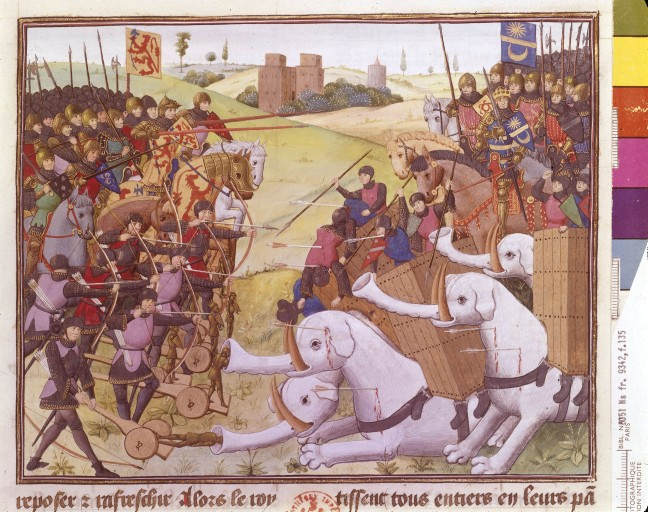
Strijd tussen Alexander en Porus.

- Bibliothèque nationale de France: cb125057113 (data)
- Catàleg d'autoritats de noms i títols de Catalunya: 981058606690506706
- Gemeinsame Normdatei: 104364017
- International Standard Name Identifier: 0000 0001 2141 0680
- Library of Congress Control Number: n85251559
- Nationale Bibliotheek van Tsjechië: jo20201078659
- Nationale Bibliotheek van Israël: 987007578974705171
- Nederlandse Thesaurus van Auteursnamen: 071311157
- Système universitaire de documentation: 034286799
- Virtual International Authority File: 79114061
- WorldCat: E39PBJjt8GPw9XcJgj8VVGRR8C